# Посольство Новой Зеландии в России
Посольство Новой Зеландии в России расположено в Москве по адресу Поварская, 44.  
Начало российско–новозеландских официальных контактов датируется 1914 годом, когда в Веллингтон, тогда ещё заморское владение британской короны, был назначен внештатный вице–консул России, подчинявшийся генеральному консулу в австралийском Мельбурне. Дипломатические отношения СССР с Новой Зеландией были установлены в 1944 году. 
- Адрес: 121069, Москва, ул. Поварская, 44.

Посол Новой Зеландии в Российской Федерации — Марк Джулиан Трейнор (с 2024 года).

## Особняк И.А.Миндовского
Посольство Новой Зеландии с 1973 находится в особняке И. А. Миндовского на углу Поварской и Скарятинского переулка, построенном в 1903 архитектором Львом Кекушевым и входившим в состав элитного квартала особняков, спроектированного по заказу компании Якоба Рекка. С 2015 по 2023 посольство временно располагалось по адресу Пречистенская наб, 3 в связи с ремонтом особняка Миндовского.

## Послы Новой Зеландии в России
| - Чарльз Босуэлл (1944—1950) - Брайан Лендрум (1974—1977) - Джеймс Вейр (1977—1980) - Джеральд Макги (1980—1981) - Фрэнсис Уилсон (1981—1984) - Элисон Стокс (1984—1988) - Джон Макартур (1988—1990) - Джеральд Макги (1990—1991) - Джон Эндрю (1991—1992) - Джеральд Макги (1992—1993) - Ричард Вудс (1993—1996) | - Джон Ларкиндейл (1996—1999) - Джеффри Уорд (1999—2003) - Стюарт Прайор (2003—2006) - Кристофер Элдер (2006—2009) - Иэн Хилл (2009—2012) - Хэмиш Купер (2013—2016) - Иэн Хилл (2016—2020) - Сиалей Аллегра ван Тур (2020—2022) - Сара Уолш (2022—2024) - Марк Джулиан Трейнор (2024—н. в.) |